# Stampcard

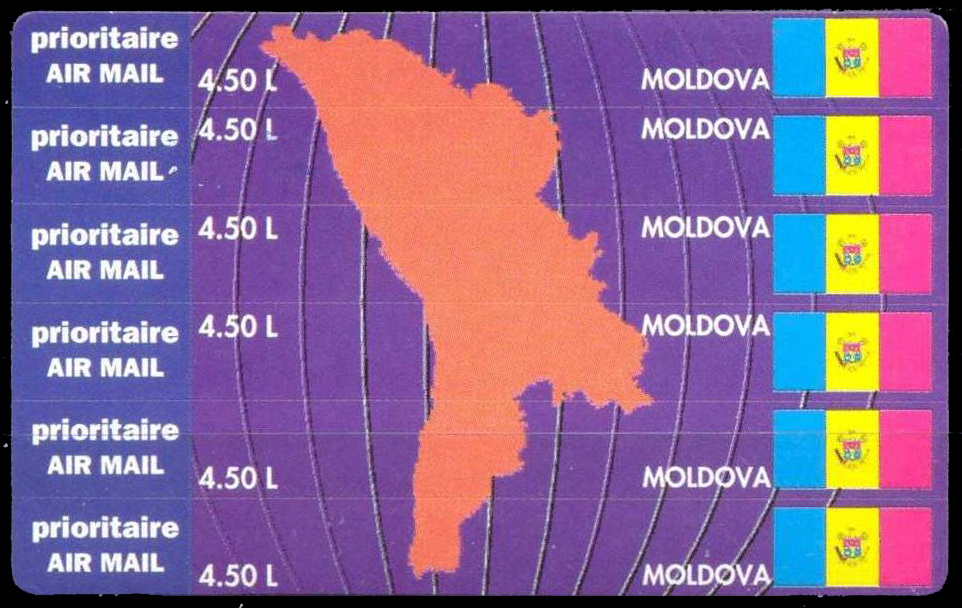
Stampcard, выпущенная почтовым ведомством Молдавии (1994; номинал одной марки-полоски — 4,50 лея)

Stampcard™ (англ. stamp, марка + card, карточка; в дословном переводе — «марочная карточка») — относительно новый тип самоклеящихся почтовых марок, выпускаемых в некоторых странах начиная с 1992 года в виде малоформатных карточек (наподобие кредитной или телефонной).

## Описание
Единичная «Stampcard» представляет собой карточку размером 85 × 55 мм. На этой карточке размещено, как правило, шесть самоклеящихся марок в виде отделяемых полосок. Эти марки характеризуются одинаковым номиналом и рисунком. У всей карточки имеется общий фоновый рисунок, при этом фон каждой марки-полоски отличается при отделении её от карточки.
При выпуске подобных марок расчёт делается главным образом на коллекционеров, которые купят и будут использовать в коллекционных целях карточку целиком, а не отдельную её марку.

## История
«Stampcard» появились в 1992 году, когда были запатентованы шведской фирмой PostLine International AB (Шиста). Последняя и занималась производством карточек «Stampcard» по заказам отдельных стран. Фирма располагала веб-сайтом (http://www.postline.se/); в настоящее время, видимо, прекратила существование.
Карточки выпускались почтовыми администрациями следующих государств:
- КНДР,
- Кирибати — 1993 год (4 карточки),
- Бутан — 1994 год,
- Молдавия — 1994 год («Республика Молдова», 2 карточки), 1995 год («50 лет ООН», 2 карточки).